# Gaby Estrella
Gaby Estrella é uma telenovela brasileira produzida pela Chatrone Panorâmica e exibida pelo Gloob entre 14 de outubro de 2013 e 9 de outubro de 2015 em 3 temporadas e um total de 124 Capítulos, sendo substituída por Valentins.  Em Portugal, estreou a 25 de outubro de 2016 na SIC K. Na Itália foi exibida pelo DeA Kids.

## Enredo

### 1ª temporada
Protagonista é a Gaby Estrella (Maitê Padilha), que possuía de tudo, casa, amigos, dinheiro e como ela mesma diz: "gente pra fazer tudo o o que quiser". Mas seu mundo vira de cabeça para baixo, quando sua mãe Patricia a deixa na fazenda de Laura (Regina Sampaio) sua avó paternal. Na fazenda vive sua prima Rita de Cássia (Bárbara Maia), que quer concorrer a Miss Vale Mirim, e acha que sua prima pode ofuscar suas chances de vencer e passará a competir em tudo com ela, e fazer armações para isso. Rodolfo (Rafael Gevú), apelidado de "Dô", tem uma paixão secreta por Gaby, e tem relações íntimas com a música. Ainda há Luís (Rodrigo Lima), administrador da fazenda Estrella, com seus filhos Marco (Apollo Costa), um tímido rapaz e Juju (Nathalia Figueiredo), ambos ensinarão os valores do campo a Gaby. Luli (Kiria Malheiros), irmã de Rita é amiga dela e vive aprontando ao lado de Chiquinho (Pedro Paulo Pedral). Suellen (Luisa González) será a nova melhor amiga de Gaby em sua nova vida, ao contrário de sua melhor amiga preconceituosa Nicole (Amanda Ramalho). Théo (Diego Kropotoff), se juntará às garotas e é filho da diretora. Outro apaixonado por Gaby é Quinho (José Victor Pires), que atuou como Romeu na peça e Gaby como Julieta, e será o mais decepcionado com sua partida. Mariana (Vitória Masciel), é fã e seguidora nas armações de Rita. Laura Estrella é a avó durona de Gaby e cuida da fazenda com mãos de ferro,além de esconder segredos de sua neta, o que pode mexer com a vida de todos. Beto (Cristiano Gualda) da aulas de música e é o adulto que mais se comunica com as crianças, é também o que levará Gaby a sua vida musical. Mylenne Luna (Thayani Campos) é a grande rival de Gaby, e fará de tudo para acabar com a felicidade da Família Estrella

### 2ª temporada
Na segunda Temporada Gaby (Maitê Padilha) , depois de ser expulsa de uma turnê muda totalmente seu comportamento, se afasta de seus amigos Dô (Rafael Gevú) e Suellen (Luisa González) e começa a andar com o Ricardo (Pedro Loques) o garoto mais bagunceiro da escola. Téo (Diego Kropotoff) se muda para São Paulo. Chiquinho (Pedro Paulo Pedral) e Juju (Nathalia) apronta todas na fazenda. Rita continua com as armações e sua rivalidade com a Gaby só aumenta com sua mudança de comportamento, Mariana (Vitória Masciel) ainda continua sua fiel seguidora e a defenderá com unhas e dentes.Marco (Apollo Costa) se muda para a cidade por causa dos estudos e na escola entram dois novos professores a Sarah Lee (Luciana Bollina) e o Pedro (Sérgio Dalcin) que disputaram a vaga de professor na escola e a Diretora Neves (Giselle Tigre) entra no pedaço conquistando o coração de Charlie (René Stern) que agora abre o "Punk Lanches" o novo ponto de encontro da galera. Gaby não está preparada para seguir uma carreira e culpa sua mãe Patrícia (Adriana Prado) de destruir seu sonho agora ela precisa descobrir a verdade e buscar o seu brilho.

### 3ª temporada
Na terceira temporada Gaby é chamada para participar do Cantaí, um reality show de cantores. Gaby passou por diversas dificuldades em se adaptar no reality. Gaby fica surpresa ao descobrir que tem um Luna no reality. Gaby ganha o Cantaí, após uma disputada acirrada com Fred Luna. Gaby passa a ter uma empresária, trata-se de Angelina (Karla Tenório). Angelina é uma mulher rígida que na verdade só quer o bem de Gaby. Fred Luna acaba virando herói de Vale Mirim, após salvar Rita da árvore. Fred Luna acaba causando uma rivalidade entre ele e Dó. Gaby volta para Vale Mirim e descobre que Fred Luna é a estrela do local. Gaby agora vai tem que lidar aos desafios de ser uma grande estrela. com ajuda também do seu brilho desta estrela. 